# 新兴街道 (鞍山市)
新兴街道，是中华人民共和国辽宁省鞍山市铁东区下辖的一个乡镇级行政单位。2019年12月，将新兴街道的2个社区成建制划入长甸街道。

## 行政区划
新兴街道下辖以下地区：
毓恬社区、嘉新社区、明达社区、城花社区、弘扬社区、万泰社区、南麓世家社区、后三家峪村、高官岭村和营城子村。